# Aleuroplatus oculireniformis
Aleuroplatus oculireniformis là một loài côn trùng cánh nửa trong họ Aleyrodidae, phân họ Aleyrodinae.
Aleuroplatus oculireniformis được Quaintance & Baker miêu tả khoa học đầu tiên năm 1917.